# Шампань, Патрик
Патри́к Шампа́нь (фр. Patrick Champagne, родился в 1945 году) — французский социолог, ученик Пьера Бурдье. С 1970 года член Центра европейской социологии Высшей школы социальных наук. Преподаёт в Университете Париж I и в Институте политических исследований Тулузы.
Его первые исследования касались кризиса воспроизводства мелкого и среднего крестьянства во Франции в послевоенные годы (1945—2000). Кризиса, проявившегося в значительном сокращении активного сельскохозяйственного населения и практически полном исчезновении этой бывшей ранее политически и демографически важной социальной группы. В своих исследованиях Шампань уделял особое внимание символическим механизмам социального господства.
После проведенного исследования крупной демонстрации сельскохозяйственных рабочих в Париже в 1982 году, направленной, между прочим, на завоевание общественного мнения городского населения, Шампань начинает исследовать изменения функционирования политического поля под влиянием распространения практики опросов общественного мнения.
Проводя вслед за Пьером Бурдьё критический анализ опросов общественного мнения, осуществляемых социологическими институтами, Патрик Шампань опубликовал несколько работ об изменениях в поле журналистики и о более или менее конфликтных отношениях, которые оно поддерживает с другими социальными полями.
Опубликовал многочисленные статьи в журнале Actes de la recherche en sciences sociales и был одним из основателей ассоциации критики средств массовой информации Acrimed.

## Основные работы
- Делать мнение: новая политическая игра (1989)

### На русском языке
- Шампань, П. Делать мнение: новая политическая игра = Faire I’opinion le nouveau jeu politique. Paris, Minuit, 1990 / Пер. с фр. под ред. Осиповой Н. Г. — М.: Socio-Logos, 1997. — 336 с. — ISBN 5-86942-011-3.
- Шампань П., Ленуар Р., Мерлье Д., Пэнто Л. Начала практической социологии / Пер. с фр. Д.В.Баженова, Е.Д.Вознесенской, Г.А.Чередниченко; отв. ред. и предисл. Н.А.Шматко; послесл. А. Т. Бикбова. — СПб.: Алетейя, 2001. — 410 с.